# عبد العزيز بن عبد الرحمن كعكي
عبد العزيز بن عبد الرحمن بن إبراهيم كعكي (ولد في المدينة المنورة عام 1956م / 1376هـ - ) مهندس معماري ومؤرخ ومستشار سعودي في هيئة تطوير المدينة المنورة. صدرت له العديد من المؤلفات من بينها موسوعة (معالم المدينة المنورة بين العمارة والتاريخ)، وحصل على العديد من الجوائز من أبرزها جائزة الملك فيصل العالمية في الدراسات الإسلامية في دورتها السابعة والثلاثين عام 2015.

## التعليم
- حصل على بكالوريوس في قسم العمارة في كلية الهندسة من جامعة الملك سعود بالرياض سنة 1403هـ الموافقة لسنة 1982م.
- حصل على الماجستير في قسم العمارة والتخطيط بكلية الهندسة من جامعة الأزهر بالقاهرة سنة 1417هـ الموافقة لسنة 1996م.
- نال درجة الدكتوراه في مجال التخطيط الحضري من كلية إدنبرة للفنون قسم التخطيط الحضري في جامعة هيريوت وات بالمملكة المتحدة في سنة 1422هـ الموافقة لسنة 2002م.[1]

## المؤلفات
| الكتاب                                                            | التاريخ | المصدر                    |
| ----------------------------------------------------------------- | ------- | ------------------------- |
| معالم المدينة المنورة بين العمارة والتاريخ (9 أجزاء)              | 1998    | تقع الموسوعة في 44 مجلداً. |
| المدينة المنورة صور من التاريخ                                    | 2006    |                           |
| النسيج العمراني للمدينة المنورة: الخصائص والمقومات                | 2007    |                           |
| الدر المنثور في بيان معالم مدينة الرسول في العهد النبوي (3 أجزاء) | 2010    |                           |
| المجموعة المصورة لأشهر معالم المدينة المنورة                      | 2011    | [ 2 ]                     |

## متحف دار المدينة
أنشأ دار ومتحف المدينة للتراث العمراني والحضاري عام 2011.

## الجوائز والتكريم
حصل على جائزة الأمير سلطان بن سلمان للتراث العمراني عام 2006م.
حصل على جائزة المدينة المنورة (فن البحوث العمرانية) عام 2007م.
حصل على جائزة ومنحة الملك سلمان لتاريخ الجزيرة العربية عام 2014م.
حصل على جائزة الملك فيصل العالمية في الدراسات الإسلامية سنة 1436هـ الموافقة لسنة 2015م.
كرمه أمير منطقة المدينة المنورة الأمير فيصل بن سلمان بن عبدالعزيز عام 2015م بمناسبة حصوله على جائزة الملك فيصل العالمية للدراسات الإسلامية.